# Florence Green
Florence Beatrice Green z domu Patterson (ur. 19 lutego 1901 w Londynie, zm. 4 lutego 2012 w King’s Lynn) – brytyjska weteranka I wojny światowej, ze śmiercią Claude'a Choulesa 5 maja 2011 została ostatnią żyjącą weteranką I wojny światowej na świecie. W chwili śmierci na 15 dni przed 111. urodzinami była 6. najstarszą żyjącą osobą w Wielkiej Brytanii.

## Życiorys
Była córką Fryderyka i Sary z domu Neall. W 1920, poślubiła kolejarza Waltera Greena i wraz z nim osiadła w King’Lynn. Jej mąż zmarł w 1970, po 50 latach małżeństwa.
We wrześniu 1918, w wieku 17 lat dołączyła do Women’s Royal Air Force, gdzie służyła jako stewardesa. Nie brała bezpośredniego udziału w działaniach wojennych, mimo to w styczniu 2010, została uznana weteranem I wojny światowej.